# بنك الصفاء
بنك الصفاء هو مؤسسة بنكية مغربية مختصة في المالية المشتركة وتمتلكها مجموعة التجاري وفا بنك بنسبة 100%. ويقترح بنك الصفاء الذي تأسس في يوليو 2017 مجموعة من المنتجات البنكية المطابقة للشريعة، تبعا لتوجيهات المجلس العلمي الأعلى. ومن ضمن البنوك التشاركية، يتوفر بنك الصفاء على أكبر شبكة بنكية في المغرب من خلال 42 فرعًا في 20 مدينة في المغرب.

## التاريخ
يوم الأربعاء 26 تموز/يوليو، أعلنت إدارة بنك الصفاء أنها قد تحصل على اتفاقيات تخول لها فتح حسابات بنكية في المغرب. هذه الأخيرة التي تم التصديق عليها من قبل المجلس الأعلى للعلماء، مما جعل البنك التشاركي التجاري وفا بنك قد أبلغ باقي البنوك بالبدء الفعلي لنشاطاته في نفس اليوم.
يوسف البغدادي يشغل منصب المدير التنفيذي للبنك منذ سنة 2017.